# Hôpital Laquintinie
L'hôpital Laquintinie, situé dans le quartier Akwa à Douala, est fondé en 1931, sous l’administration française.

## Histoire
L'hôpital Laquintinie est à l'origine réservé aux patients indigènes, auxquels l’accès à l’hôpital général de Douala (Hôpital Nachtigal sous la colonisation allemande) est alors interdit. L’hôpital indigène de Douala est alors soumis au régime de l’indigénat par l’administration française.  
Il est renommé hôpital Laquintinie[Quand ?], du nom de son médecin-chef, qui séjourna à deux reprises au Cameroun.  
Durant son premier séjour, de 1936 à 1938, le médecin-capitaine Jean Laquintinie, côtoie le Dr Louis-Paul Aujoulat, qui créa la Fondation médicale Ad Lucem en 1936 au Cameroun.
Son second séjour, en 1940, est de courte durée et marqué par l'accueil, le 27 août 1940, du commandant Leclerc, envoyé du général de Gaulle. Il quitte le Cameroun pour accompagner le 1er régiment de tirailleurs du Cameroun auquel il est affecté. Il meurt en campagne en 1941.

## Architecture

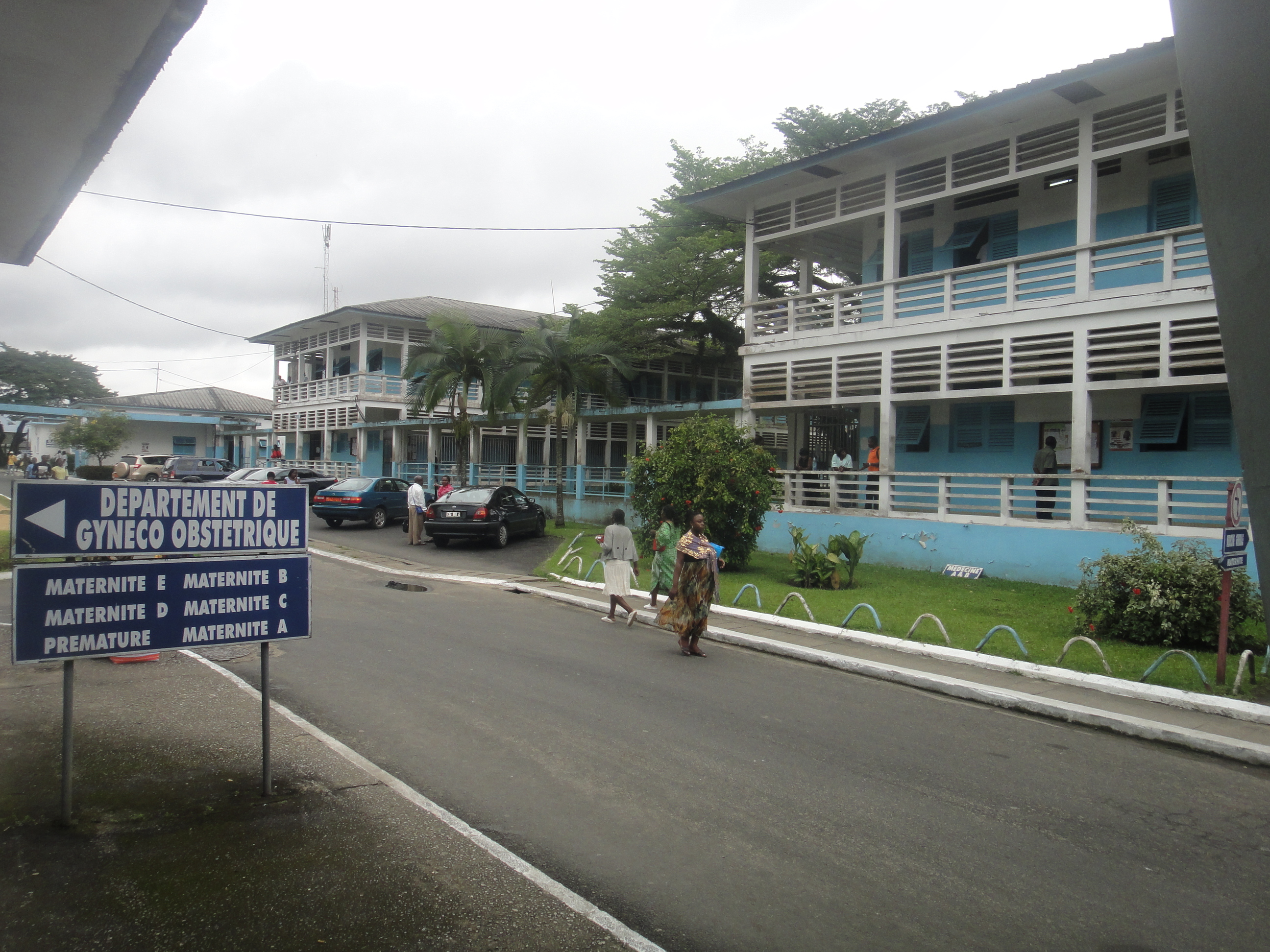
Entrée principale de l'hôpital laquitinie de Douala au Cameroun

Il est constitué d'un ensemble de pavillons isolés les uns des autres par des espaces libres. Malgré son extension en 1950, les premiers bâtiments existent toujours, à l'instar du pavillon d'entrée qui porte la date 1931. L'accent est mis sur son côté esthétique[Quoi ?], par la réaffectation des anciens bâtiments et la construction de nouvelles unités disposant de vastes couloirs et d'espaces verts.

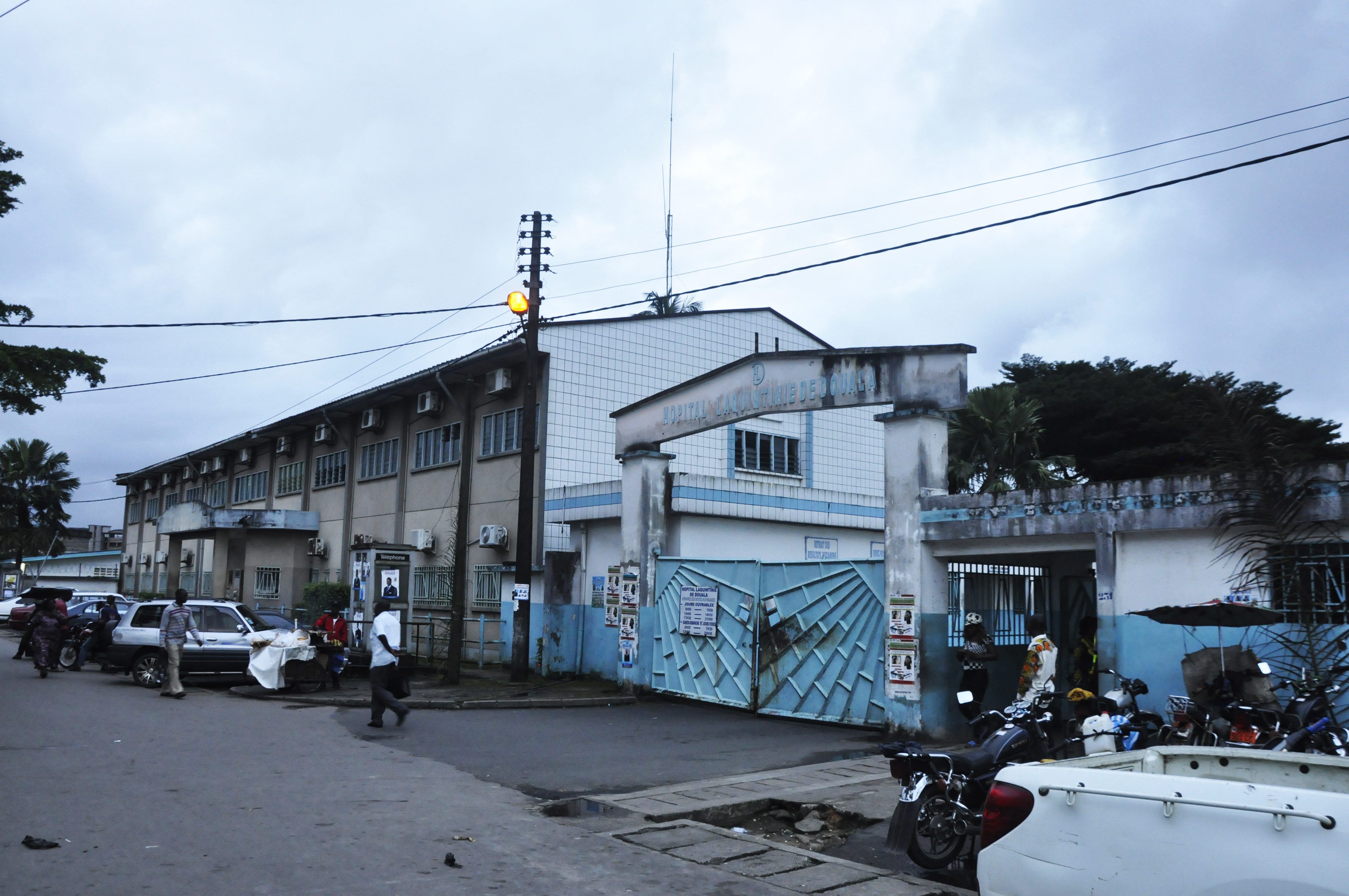
Entrée de l’hôpital laquitinie à Douala au Cameroun
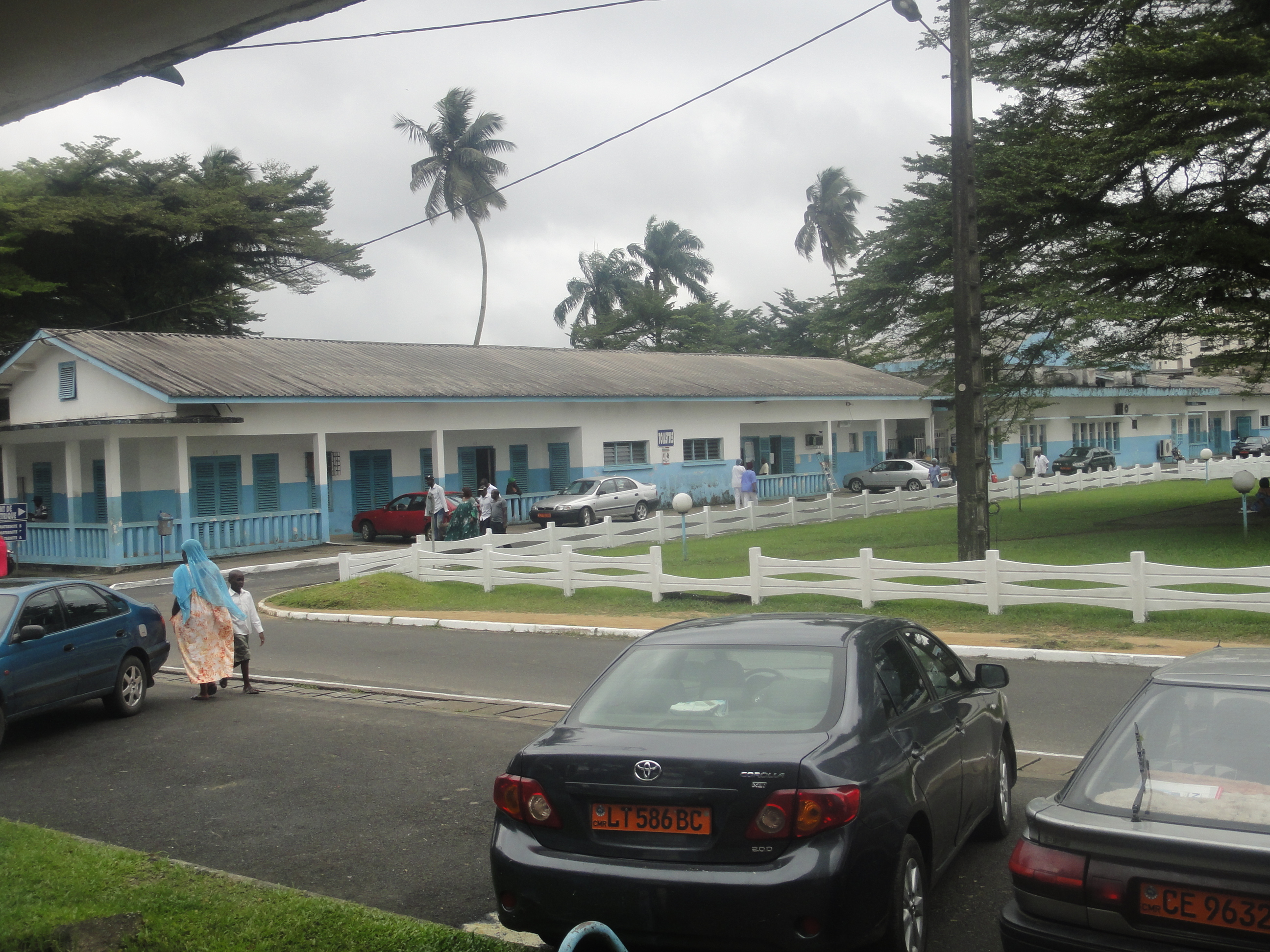
Côté gauche de l’hôpital laquitinie à Douala au Cameroun
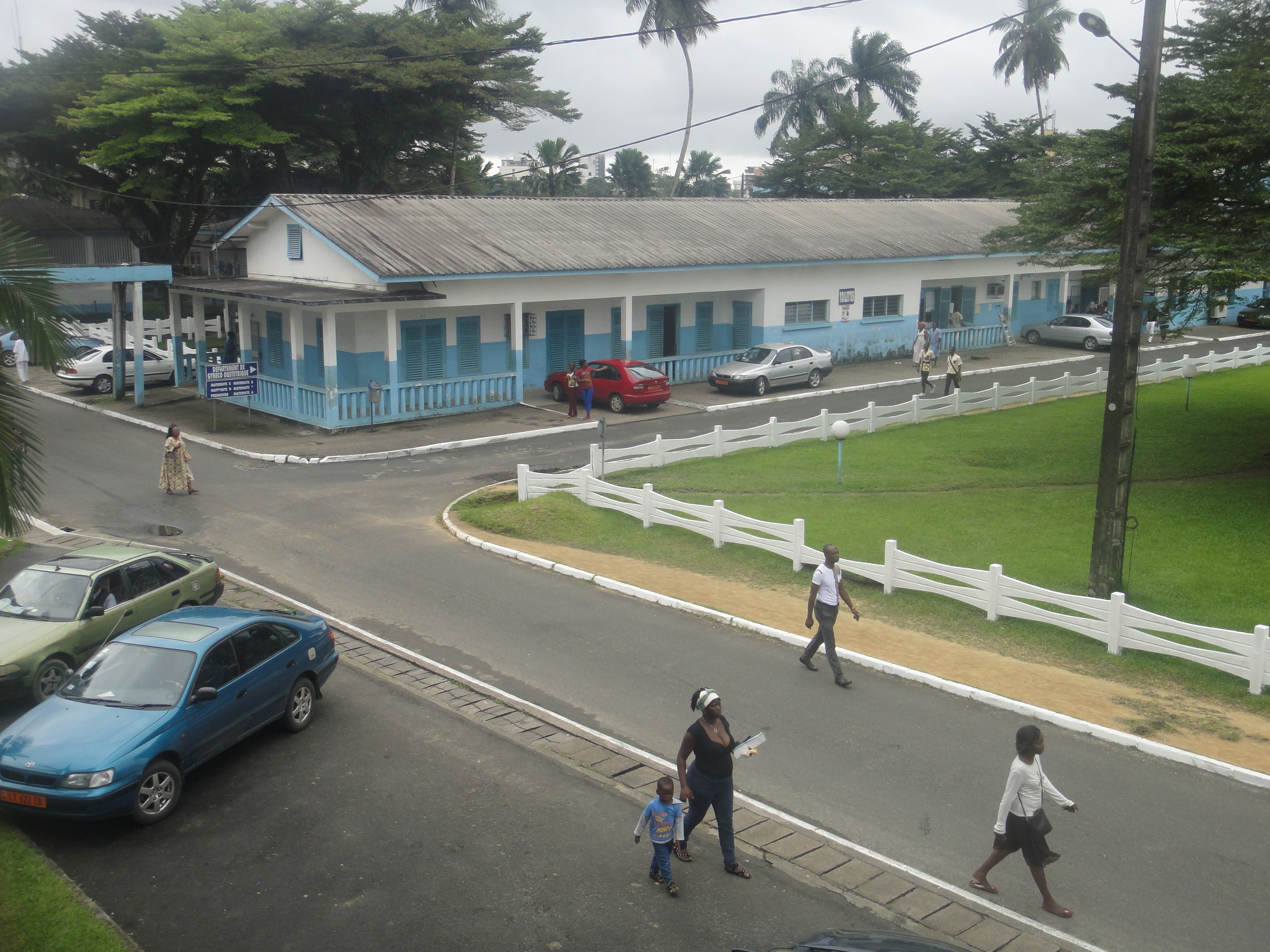
Vue aérienne de l'hopital Laquintinie de Douala.
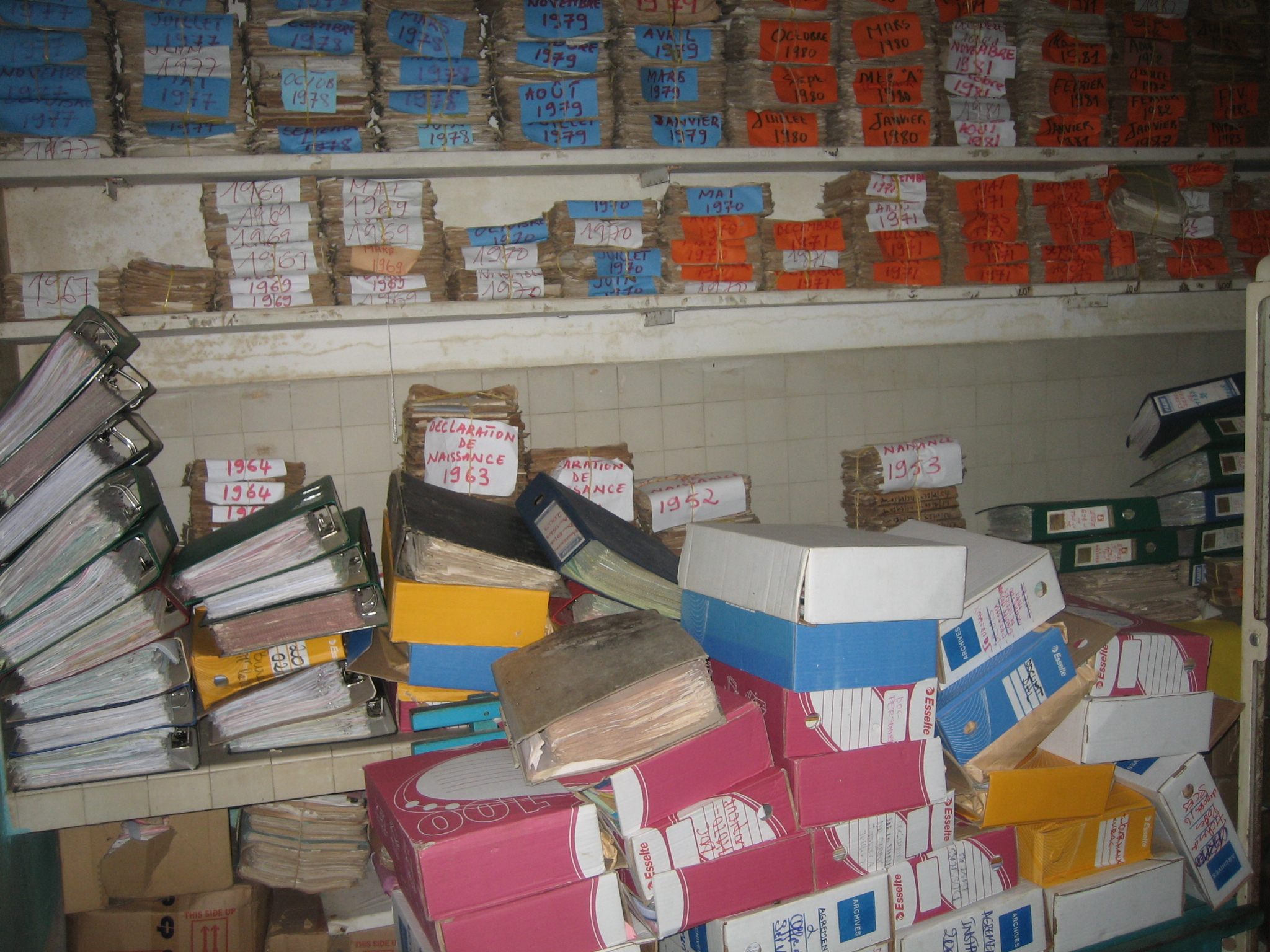
Archives de l'hôpital Laquintinie de Douala.

## Personnalités
Les médecins Félix-Roland Moumié, Marcel Bebey Eyidi et Ntonè Ntonè Fritz ont exercé à l'hôpital Laquintinie.